# Cleptocaccobius clementi
Cleptocaccobius clementi là một loài bọ cánh cứng trong họ Bọ hung (Scarabaeidae).